# José de Jesús Gómez
José de Jesús Gómez Maldonado (* 19. März 1983) ist ein mexikanischer Radrennfahrer. Gomez gewann 2008 die elfte Etappe der Vuelta a Guatemala.

## Erfolge
2008
- Gewinner 11. Etappe Vuelta a Guatemala

2011
- Gewinner 2. Etappe Vuelta Michoacan
- Gewinner 4. Etappe Ruta del Centro

## Teams
- 2006 Chivas Cycling Team
- 2008 Arenas-Tlax-Mex
- 2010 Canel's Turbo
- 2012 Mutua Levante - Cafemax - Renault Ginestar
- 2016 Projat